# عمدة مدريد
عمدة مدريد هو رئيس مجلس مدينة مدريد، وهو الهيئة الحكومية للعاصمة الإسبانية. يقع على عاتق رئيس البلدية واجب تعزيز السياسات المحلية، وتوجيه عمل الهيئات التنفيذية الأخرى، وقيادة الإدارة التنفيذية المحلية، وهو مسؤول أمام المجلس العام عن إدارتها السياسية.
بصفته رئيسًا للحكومة، يتولى رئيس البلدية قيادة مجلس الحكومة وتعيين أعضاءه. ويُعهد إلى رئيس البلدية أيضًا برئاسة الاجتماعات العامة، على الرغم من أنه يمكن تفويض هذه المسؤولية إلى عضو آخر في المجلس. إن منصب رئيس البلدية له طبيعة محلية ويجب عدم الخلط بينه وبين رئيس مجتمع مدريد، زعيم الحكومة الإقليمية.

## تاريخ
في البداية كان رؤساء بلديات مدريد يحملون منصب مأمور قضائي عندما تم تأسيسه لأول مرة في مملكة قشتالة من قبل هنري الثالث في عام 1393 وتم إضفاء الطابع الرسمي عليه لاحقًا من قبل الملوك الكاثوليك - فرديناند الثاني وإيزابيلا الأولى - في عام 1480. كان عمدة مدريد يقدم تقاريره مباشرة إلى رئيس مجلس مملكة قشتالة ، وكان له سلطة قضائية على جميع أجزاء مقاطعة مدريد ، والتي لم تشمل المدينة فحسب، بل شملت أيضًا 36 قرية مجاورة.  في عام 1746، ألغى فرديناند السادس ملك إسبانيا هذا المنصب، وعين حاكمًا سياسيًا وعسكريًا مكانه، ولكن في العام التالي ألغى هذا الإصلاح.
مع التقسيم الإقليمي لإسبانيا عام 1833 تم استبدال منصب كوريجيدور بمنصب عمدة المدينة، واستمر حتى الوقت الحاضر باستثناء فترتين: خلال دكتاتورية بريمو دي ريفيرا (1920-1930) وبعد الجمهورية الإسبانية الثانية ، التي علقت عمل البلديات في إسبانيا (1934-1936)، عندما أنشأت الحكومات المحلية لجان إدارة لهذا الغرض. ويحق لرئيس بلدية مدريد، كما هو الحال بالنسبة لبرشلونة، أن يتمتع بامتيازات الدرجة السياسية الثالثة.

## الواجبات والصلاحيات
مسؤوليات تجعل من العمدة دورًا محوريًا في الحفاظ على نظام المدينة وتطويرها وحمايتها من الأزمات في سياق الحكومة المحلية، وتغطي مجموعة من المهام المهمة التي يجب أن يقوم بها. يشمل ذلك:
- قيادة الحكومة المحلية والإدارة المحلية: العمدة هو القائد التنفيذي للحكومة المحلية ويشرف على العمليات اليومية.
- تمثيل مجلس المدينة: العمدة يمثل المدينة في اجتماعات المجلس وفي مختلف المواقف الرسمية.
- عقد جلسات الجمعية العامة ورئاستها: يتولى العمدة تنظيم ورئاسة جلسات الجمعية العامة، التي تعتبر أعلى هيئة في الحكومة المحلية.
- إدارة الخدمات المحلية والأشغال العامة: العمدة مسؤول عن تقديم الخدمات الأساسية مثل المياه والكهرباء، بالإضافة إلى إدارة المشروعات العامة.
- إملاء اللوائح: مسؤول عن إصدار اللوائح والسياسات المحلية.
- تنفيذ الميزانية المحلية: يشرف العمدة على تنفيذ الميزانية المحلية وتخصيص الأموال للأنشطة الحكومية.
- رئاسة الخدمة المدنية: العمدة يقود الجهاز الإداري المحلي ويقوم بتوظيف وفصل ومعاقبة الموظفين.
- رئاسة شرطة المدينة: العمدة هو المسؤول الأعلى عن الشرطة المحلية ويشرف على عملها.
- قيادة التخطيط الحضري: العمدة يقود عمليات التخطيط العمراني وتطوير المدينة.
- ممارسة الإجراءات القضائية للدفاع عن مصالح المدينة: العمدة يباشر القضايا القانونية لحماية مصالح المدينة.
- اتخاذ التدابير في حالة وقوع كارثة: في حالة حدوث كارثة، العمدة هو المسؤول عن اتخاذ التدابير اللازمة لحماية المدينة.

## انتخاب
نظام انتخاب رؤساء البلديات هو نظام مشترك في كافة أنحاء البلاد. يصوت المواطنون للجمعيات أو المجالس المحلية على أساس الاقتراع العام ، حيث يكون جميع المواطنين الذين تجاوزوا الثامنة عشرة من العمر مسجلين في البلدية المعنية ومتمتعين بكامل الحقوق السياسية التي يحق لهم التصويت. ويتم انتخاب رئيس البلدية بدوره من قبل الجمعية العامة، مع وجود بند قانوني ينص على انتخاب مرشح الحزب الأكثر تصويتًا تلقائيًا لهذا المنصب في حالة عدم تمكن أي مرشح آخر من جمع الأغلبية المطلقة من الأصوات. 

#### عزل العمدة
كما هو الحال في الحكومات الإقليمية أو حكومات الولايات، يمكن عزل رئيس البلدية من خلال تصويت بحجب الثقة يوافق عليه أغلبية أعضاء الجمعية العامة. إن هذا الاقتراح يحتاج بالضرورة إلى اقتراح مرشح بديل، وهو بمثابة تصويت بناء بحجب الثقة . وعلى النقيض من الحكومات المذكورة سابقًا، فإن المجالس المحلية لديها حد تصويت واحد بحجب الثقة لكل دورة. يمكن لرئيس البلدية نفسه أيضًا أن يقترح التصويت على الثقة ليتم التصويت عليه في الجلسة العامة من أجل تمرير القوانين الفرعية ذات الصلة أو الميزانية، وإذا فشل رئيس البلدية في التغلب على الاقتراح، فإن ذلك يتوقف تلقائيًا. لا يجوز لرئيس البلدية أن يقترح أكثر من تصويت واحد على الثقة في السنة، ولا يجوز تقديم هذا النوع من الاقتراحات في السنة الأخيرة من فترة الولاية التي تبلغ أربع سنوات. الحالات العامة للتوقف هي الوفاة أو العجز أو الاستقالة.

## نواب رؤساء البلديات
لدى رئيس البلدية السلطة في تعيين نواب رئيس البلدية من بين أعضاء المجلس الذين هم جزء من السلطة التنفيذية. من واجبات نواب رؤساء البلديات أن يحلوا محل رؤساء البلديات في حالة الشغور أو الغياب أو المرض.